# Toxophora crocisops
Toxophora crocisops är en tvåvingeart som beskrevs av Hesse 1938. Toxophora crocisops ingår i släktet Toxophora och familjen svävflugor. Inga underarter finns listade i Catalogue of Life.